# Parque del Presidente
El Parque del Presidente (en inglés: President's Park), situado en Washington D. C. (Estados Unidos), comprende la Casa Blanca, el Edificio de la Oficina Ejecutiva Eisenhower, el Treasury Building, el centro de visitantes de la Casa Blanca, Lafayette Square y La Elipse. «Parque del Presidente» fue el nombre original de Lafayette Square. El actual Parque del Presidente es administrado por el Servicio de Parques Nacionales. El parque es denominado oficialmente Parque del Presidente o La Casa Blanca y el Parque del Presidente (en inglés: The White House and President's Park).

## La Casa Blanca y edificios adyacentes
Washington D. C. fue designada como capital de los Estados Unidos en el Residence Act de 1790, que dio autoridad al presidente George Washington para preparar la capital para el gobierno en junio de 1800. Se convocaron concursos para solicitar diseños tanto para el Capitolio como para la que entonces era llamada la Casa del Presidente. El diseño de James Hoban resultó elegido, y él mismo supervisó las obras. Posteriormente, la futura Casa Blanca fue ampliada con el Ala Este y el Ala Oeste, que actualmente alberga el despacho del presidente. Los terrenos de la Casa Blanca incluyen el South Lawn, la Rosaleda, el Jacqueline Kennedy Garden y el North Lawn. Al oeste de la Casa Blanca está el Edificio de la Oficina Ejecutiva Eisenhower, y al este se encuentra el Treasury Building.

## Lafayette Square

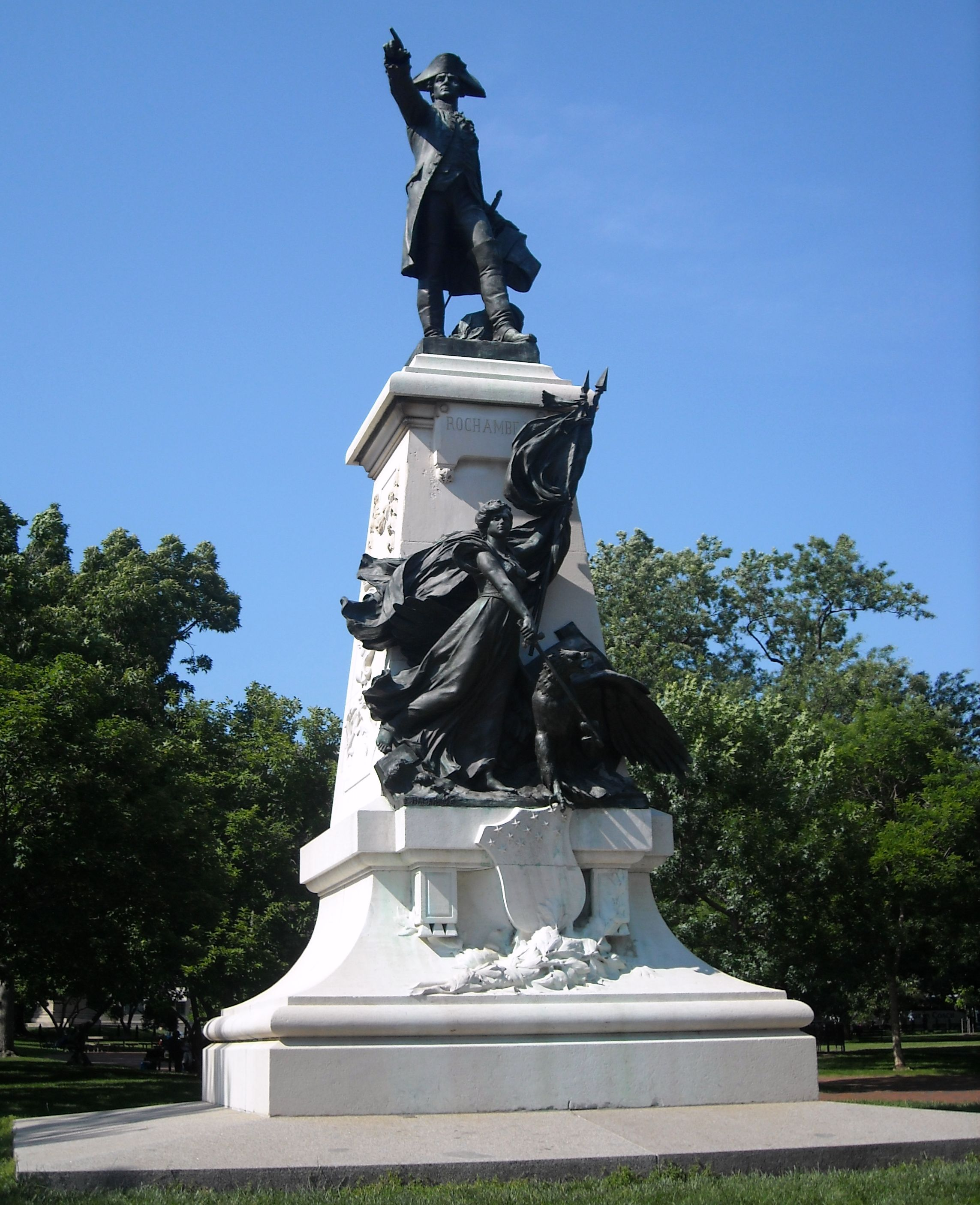
Estatua de Jean-Baptiste Donatien de Vimeur de Rochambeau, en la Plaza de Lafayette.

Lafayette Square es un parque público de 28 191 m² situado justo al norte de la Casa Blanca en la H Street, rodeada por Jackson Place al oeste, Madison Place al este y la Avenida Pensilvania al sur. La plaza y las históricas casas que la rodean fueron designadas como distrito histórico de Lafayette Square, un Hito Histórico Nacional, en 1970. Planificada como parte de los terrenos de paseo que rodeaban la Residencia Ejecutiva, esta plaza se llamaba originalmente «Parque del Presidente», que actualmente es el nombre de la unidad mayor del Servicio de Parques Nacionales. El parque fue separado de los terrenos de la Casa Blanca en 1804, cuando el tercer presidente Thomas Jefferson hizo que la Avenida Pensilvania lo atravesara de este a oeste. En 1824, el parque fue renombrado oficialmente en honor al marqués de La Fayette, el militar francés que luchó en la Guerra de Independencia de los Estados Unidos (1775–1783).
El terreno en el que se encuentra la actual Lafayette Square se ha usado en diferentes épocas como «una pista de carreras, un cementerio, un zoo, un mercado de esclavos, un campamento militar durante la guerra anglo-estadounidense de 1812 y un lugar de realización de muchas manifestaciones y celebraciones». A principios y mediados del siglo xix, alrededor de la plaza se encontraban las casas de los residentes más ilustres de Washington, incluidos William Wilson Corcoran, Martin Van Buren, Henry Clay, Dolley Madison, John Hay y Henry Adams. En 1851, el presidente Millard Fillmore encargó a Andrew Jackson Downing que ajardinara Lafayette Square en estilo pintoresco.

## La Elipse

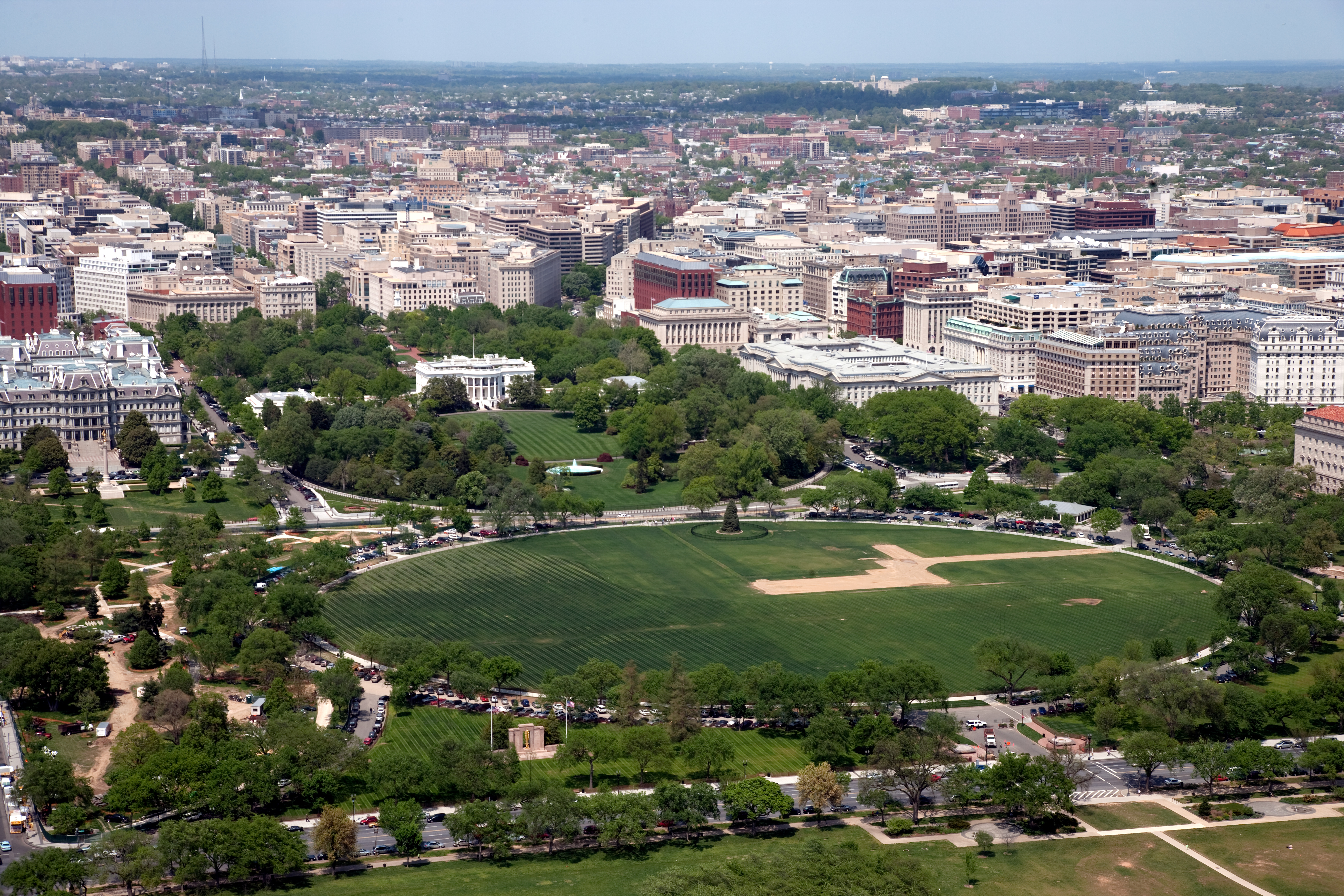
Vista aérea de La Elipse y los terrenos de la Casa Blanca.

President's Park South (llamado habitualmente La Elipse) es un parque de 21 ha situado justo al sur de la verja de la Casa Blanca. Propiamente hablando, La Elipse es el nombre de la calle circular de cinco furlongs (1 km) de longitud situada dentro del parque. Todo el parque está abierto al público, y contiene varios monumentos. La Elipse también es el lugar de celebración de varios eventos anuales.
El parque fue concebido en 1791. El primer proyecto para el parque fue elaborado por Pierre Charles L'Enfant, y durante la Guerra de Secesión (1861–1865) los terrenos de La Elipse y el incompleto Monumento a Washington fueron usados como corrales para caballos, mulas y ganado, y como campamentos para las tropas de la Unión. El Cuerpo de Ingenieros del Ejército empezó las obras de paisajismo en La Elipse en 1867 y trabajó en ella hasta finales de la década de 1880.

## Centro de visitantes de la Casa Blanca
El centro de visitantes de la Casa Blanca (en inglés: White House Visitor Center) se encuentra en el extremo norte del Herbert C. Hoover Building (la sede del Departamento de Comercio), junto a La Elipse, entre las calles 14 y 15, en la Avenida Pensilvania. Desde los atentados del 11 de septiembre de 2001, el centro de visitantes ya no sirve como punto de partida para aquellos que realizan una visita reservada de la Casa Blanca. Las diferentes exposiciones proporcionan una experiencia alternativa para aquellos que no pueden ir en una visita. Los temas de las seis exposiciones permanentes son las familias de los presidentes, símbolos e imágenes, la arquitectura de la Casa Blanca, los interiores de la Casa Blanca, trabajando en la Casa Blanca, y ceremonias y celebraciones. Las demás exposiciones cambian a lo largo del año.